# Simbo (île)
Pour les articles homonymes, voir simbo (langue).

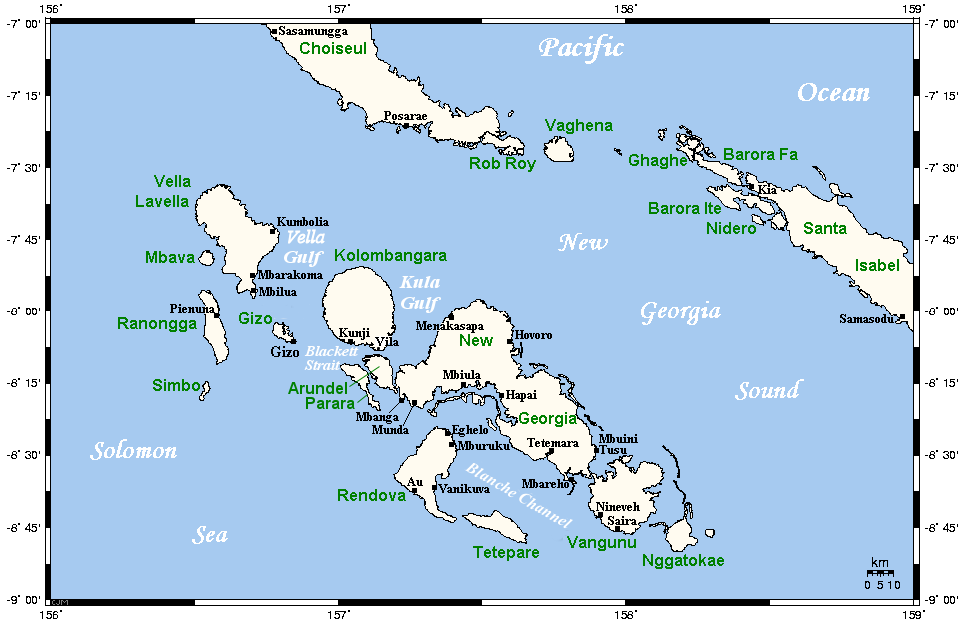
Simbo se situe dans la mer des Salomon, au sud de Ranongga.

Simbo est une île volcanique de la Province occidentale des Salomon où l'on parle le simbo. Son volcan mesure 335 m, et sa dernière éruption a eu lieu vers 1910.

## Histoire
En 1803, le baleinier Patterson, originaire du Rhode Island, s'approche de l'île sans accoster. Ce premier contact officiel, prudent côté occidental, se solde par du troc : ravitaillement alimentaire contre outils de fer.